# 無綫星級生活台
無綫星級生活台（英語：TVB Premium Lifestyle）是一條海外頻道。無綫生活台除了在香港收看之外，先後於2007年在歐洲無線衛星台多頻道平台啟播。該頻道啟播3年後，於2010年6月1日在歐洲無綫衞星台的New 5 全新多頻道開始啟播。其後於2009年1月1日在澳洲翡翠互動電視啟播。
無線衛星台於2014年12月9日宣布即日結束營運，有關頻道已於較早前開始於TVB Anywhere播出。
2016年5月1日，海外版本生活台與TVB為食台合併為星級生活台。
2018年7月1日，無綫星級生活台正式下架，節目將會改以點播形式播放。